# Eu Sou Brasileiro
Eu Sou Brasileiro é um filme brasileiro de 2019, do gênero drama, dirigido e escrito por Alessandro Barros. Conta a história de um jogador de futebol buscando reconhecimento no esporte, protagonizado por Daniel Rocha.

## Sinopse
Léo (Daniel Rocha) é um jogador de futebol que passou toda sua vida tentando ser famoso e bem sucedido na profissão, porém sua vida nunca foi fácil. Mas mesmo com todos seus problemas, ele nunca desistiu do seu sonho. Buscando dar a volta por cima, Léo encontra em sua família a força para seguir em frente unindo o amor ao futebol com a escrita.

## Elenco
| Ator/Atriz            | Personagem     |
| --------------------- | -------------- |
| Daniel Rocha          | Léo            |
| Fernanda Vasconcellos | Lu             |
| Letícia Spiller       | Dra. Márcia    |
| Cristiana Oliveira    | Carmem         |
| Zezé Motta            | Diretora Sônia |
| Marcelo Argenta       | Editor         |
| Cafú                  | ele mesmo      |
| Felipe Folgosi        | Edgar          |
| Márcia Manfredini     | Marinalva      |
| Ivan Mendes           | Marcoh         |
| Thales Miranda        | Juninho        |
| Leda Nagle            | ela mesma      |
| Marcella Rica         | Binha          |
| Miguel Rômulo         | Lúcio          |
| João Vitti            | João           |

## Recepção
Eu Sou Brasileiro não teve uma boa recepção entre os críticos de cinema devido à baixa qualidade do roteiro e a superficialidade dos personagens.
Thales de Menezes, em sua crítica à Folha de S.Paulo, escreveu: "Pena que os atores não tenham um texto mais poderoso para defender. Se “Eu Sou Brasileiro” funciona sem maiores problemas nos quesitos técnicos de filmagem, seu roteiro descaradamente edificante se pretende simples, mas escorrega para o simplório."
Marcelo Müller, do site Papo de Cinema, disse: "Um excesso de sentimentalismo torna os elementos absolutamente banais, sintomas grosseiros de uma história fadada a apresentar altos e baixos de modo formulaico, ao ponto de determinadas conjunturas simplesmente cumprirem uma função tola nesse esqueleto frágil."
Daniel Schenker, escrevendo no O Globo, disse: "As limitações artísticas dessa produção também vêm à tona na construção simplista dos personagens — reduzidos a poucas características [...] e, portanto, destituídos de qualquer complexidade."